# Долна баня
Долна баня е град в Западна България, Софийска област. Градът е административен център на община Долна баня и е разположен на 9 км западно от град Костенец (община Костенец) и на 25 км източно от град Самоков (община Самоков). Най-близките села до Долна баня са село Марица на 5 км и село Радуил на 8,5 км в западна посока.

## География
Градът е разположен в Долнобанската котловина, край десния бряг на река Марица. На юг са северните склонове на Рила, а на север граничи с подножието на Черни рид — дял от Средна гора.
Град Долна баня отстои на 72 км от София и на 115 км от Пловдив. Намира се южно от магистралата София-Пловдив-Свиленград, което осигурява бърз и удобен транспорт. Град Долна баня отстои на 8 км от жп гара Костенец. През Долна баня минава пътят Пловдив-Дупница–Кулата, който минава също през Боровец (19 км) и Самоков. Този път е и туристически маршрут за Рилския манастир.
Релефът е полупланински, с надморска височина 640 м.

## История
Венетица, Юрта и Койчовец са трите селища, образували в миналото при сливането си село Баня, а от втората половина на XIX век преименувани в Долна баня. Има исторически сведения, че около V век пр.н.е. по горното течение на река Марица е живяло тракийското племе беси, занимаващо се основно с добив на руда — желязо и злато. Археологическите проучвания дават доказателства за живота по тези земи.
Названието „Долна баня“ е дадено от самоковци.
При избухването на Балканската война в 1912 година 27 души от Долна баня са доброволци в Македоно-одринското опълчение.

## Население
Численост на населението според преброяванията през годините:
| \| Година на преброяване \| Численост \| \| --------------------- \| --------- \| \| 1934 \| 3560 \| \| 1946 \| 3858 \| \| 1956 \| 4314 \| \| 1965 \| 4292 \| \| 1975 \| 4891 \| \| 1985 \| 5047 \| \| 1992 \| 5158 \| \| 2001 \| 4787 \| \| 2011 \| 4522 \| \| 2021 \| 4737 \| |           |
| Година на преброяване | Численост |
| 1934 | 3560      |
| 1946 | 3858      |
| 1956 | 4314      |
| 1965 | 4292      |
| 1975 | 4891      |
| 1985 | 5047      |
| 1992 | 5158      |
| 2001 | 4787      |
| 2011 | 4522      |
| 2021 | 4737      |

## Образование
Освен целодневната детска градина с общинско финансиране „Юрий Гагарин“, в Долна баня съществуват две училища.
Образователното дело в организиран вид датира в Долна баня от 1851 г. Тогава то започва като килийно училище в малка къща, с един учител и един клас. През следващите десетилетия училището расте, включвайки все повече преподаватели и ученици, затова се построява специална сграда, която сега е музей.
Наследник на първото училище е средното училище „Неофит Рилски“. През 1920 година е построено звеното на сегашната сграда, която по-късно е разширена. Понастоящем училището предлага образование на 400 ученици от I до XII клас.
Професионалната гимназия „Христо Ботев“ е създадена през 1925 година. Това учебно заведение предлага образование на гимназисти в сферата на туризма, шивачеството и дървообработването.
Двете училища предоставят образование на деца и младежи, които живеят извън града, разчитайки за това на специален автобус.

## Спорт
Градът разполага със спортен комплекс завършен и отворен през 2015 г., който позволява практиката на различни спортове, включително баскетбол, тенис на корт, тенис на маса, футбол и лека атлетика. Комплексът често служи като база за тренировки по лека атлетика и футбол.
Най-голяма активност съществува във футбола. ФК "Левски - Долна баня" има Детско-юношеска школа и мъжки отбор, който участва в източната подгрупа на ОФГ София. Към СУ "Неофит Рилски", по различни проекти и дейности, има деца, които тренират бадминтон. Освен това в Долна баня съществува Шахматен клуб, който ежегодно организира шахматни турнири.

## Минерални бани
В границите на Долнобанската котловина се намира един от най-мощните топли минерални извори в Рило-Родопската област и Средногорието. Към 1700 г. хаджи Радослав от Костенец построява две сгради около минералните извори в горната част на котловината. Едната е изградена върху римски основи и днес е известна като „Римската баня“, другата е запазена като женско отделение на днешната хигиенна баня.
- „Римска баня“ и новата баня зад нея
- Южен изглед на „Римската баня“
- Интериор на старинната баня
- Интериор на старинната баня

## Религии
В град Долна баня преобладава християнската религия. Градът е част от Ихтиманска духовна околия към Софийска епархия на Българската православна църква.
В Долна баня има голям брой храмове:
- черква „Успение Богородично“, построена през 1870 година[8];
- черква „Свети Георги“, построена през 1992 година[9];
- черква „Свети Мина“;
- черква „Света Петка“ - нова черква, построена до стария манастир и стария параклис, посветени на света Петка;
- параклис „Света Петка“ - от XVI век, бил е част от стария манастир в чест на светицата. Параклисът изгаря при пожар през 2017 година[10];
- параклис „Свети Петър и Павел“ - изграден на територията на почивната станция на МВР.[11]
- параклис „Свети Димитър Солунски“ - намира се във вилното селища „Калина“, осветен е през 2018 година[12];
- параклис „Свети Андрей Първозванни“ - построен през 2004 година. Намира се до голф игрището в града[13];
- параклис „Свето Възнесение Господне (Свети Спас)“ - изграден е на мястото на средновековен манастир, разрушен от османците през 1660 година. След Освобождението на България, църковното настоятелство на тогавашното село Долна баня търси съдействие от проф. Кръстьо Митев, който през 1924-1925 година извършва частични разкопки на манастира. Професорът открива основите на древния храм. Върху тях започва изграждането на малък параклис, осветен на 29 май 1927 година[14];
- параклис „Свети Пророк Илия“ - намира се в местността „Лопово“до голф игрището в града.

## Политика
От 2007 г. кмет на град Долна баня е Владимир Джамбазов.

## Редовни събития
Всяка година в Долна баня се провежда фестивал, посветен на екологията. Мястото на провеждане е избрано поради природната и екологична ценност на района, който се отличава с чиста околна среда и липса на големи промишлени замърсители.
На Спасовден се провежда народен събор в курорта „Долна баня“, в района на с. Свети Спас.

## Личности
Родени в Долна баня
- Ангел Грънчаров (р. 1959), философ
- Кирил Лазаров (1879 – 1987), министър на финансите при 65, 66, 67, 69 правителство и министър на Финансите и държавния контрол (1957 – 1959) при 67 и 68 правителство, член на ЦК на БКП

Починали в Долна баня
- Величко Апостолов (ок. 1856 – 1926), български революционер, опълченец
- Георги Банков (1845 – 1932), български революционер, опълченец
- Иван Апостолов (1847 – 1926), деец на ВМОРО